# أوليفر ستانلي
كان أوليفر فريدريك جورج ستانلي (بالإنجليزية: Oliver Stanley)‏ (الصليب العسكري) أحد أبرز السياسيين البريطانيين المحافظين الذين شغلوا العديد من المناصب الوزارية قبل وفاته المبكرة نسبيًا. وُلد في 4 مايو 1896 وتُوفي في 10 ديسمبر 1950.

## روابط خارجية
- أوليفر ستانلي على موقع مونزينجر (الألمانية)